# Regola di san Basilio
La regola di san Basilio (o regola basiliana) è un insieme di norme e prescrizioni stabilite da san Basilio per disciplinare la vita individuale e collettiva della vita dei monaci. Fu dettata in due tempi successivi: la prima (Regulae fusius tractatae) comprende 55 articoli sui doveri generali del monaco, anche se Basilio parla genericamente di "fratello"; la seconda (Regulae brevius tractatae) è una specie di casistica sulla vita monastica. In esse San Basilio presenta la vita monastica come lo stato ideale per raggiungere la perfezione cristiana, o meglio invita tutti, anche chi oggi definiremmo laico, a condurre, indipendentemente dalla propria condizione di vita, uno specifico stile di vita.
All'eremo, tipico del primo monachesimo orientale, Basilio preferisce il cenobio, che presuppone celle o romitori autonomi, ma con luoghi di preghiera e di lavoro in comune. Secondo san Basilio, il cenobio favorisce la correzione dei difetti e l'aiuto scambievole tra i monaci.
San Basilio fa propria l'esperienza cenobitica di san Pacomio in Egitto, ma le attribuisce un "carattere ordinale", consistente nel voler conferire una dimensione familiare alle piccole comunità di monaci. Volle inoltre, cosa molto importante, che i monaci fossero integrati nella vita della Chiesa e vivessero inseriti nella comunità civile, dedicandosi anche, sotto l'autorità del Vescovo, all'esercizio del ministero pastorale.
Per questo motivo molti erano anche sacerdoti, un elemento che distingue i basiliani, oltre che dai pacomiani, anche dai benedettini, i cui appartenenti non necessariamente sono sacerdoti.
Per questo motivo san Basilio fondò i suoi monasteri non in luoghi deserti o impervi, ma nelle città o nelle loro vicinanze, in modo che la scelta del silenzio e del raccoglimento fosse legata alla dimensione caritativa soprattutto verso i poveri. Infatti, fondò delle vere e proprie cittadelle dove i monaci davano lavoro ai bisognosi, assistevano i malati, i poveri e gli orfani; queste cittadelle, in seguito, furono denominate "città basiliade".
Fondamentali, nella regola basiliana, come si è detto, sono tanto il lavoro manuale, che rafforza il corpo, quanto la preghiera, che rinfranca lo spirito, come lo studio della S.Scrittura, che illumina la mente.